# Sången om Grimner
Sången om Grimner eller Grimnesmål (isländska: Grímnismál) är en lärodikt i nordisk mytologi i den poetiska Eddan. Den finns bevarad i Codex Regius och manuskriptet AM 748 I 4to. Kvädet har översatts till svenska av bland annat Erik Brate, Åke Ohlmarks, Björn Collinder och Lars Lönnroth. Dikten komponerades under 900-talets första hälft men inledningen och avslutningen som står i prosaform lades med all säkerhet till långt senare; när dikten skrevs visste alla hela ramberättelsen från traditionen.

## Handling

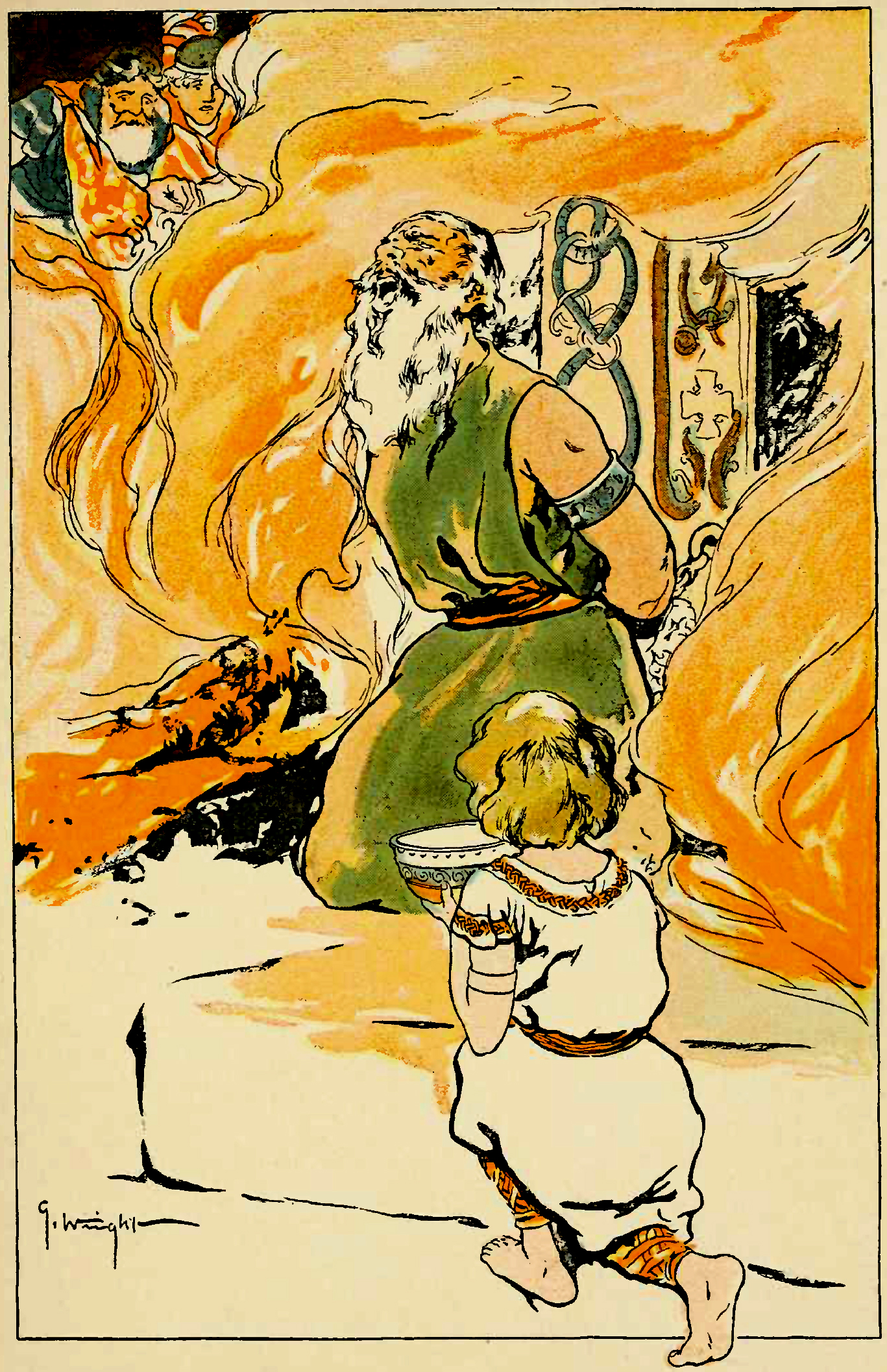
Grímnir and Agnar av George Wright. Ingen tyckte synd om honom förutom den lille Agnar

Grimnesmål inramas av en prosaberättelse. Frigg och Oden uppfostrade de två kungasönerna Agnar och Geirröd (fornnordiska Geirrøðr) under en vinter. Frigg tog sig an Agnar och Oden Geirröd. Därefter seglar de hem, men Geirröd hoppar iland först och sänder ut båten igen och säger: "Far du dit där trollen tar dig". Geirröd blir sedan kung då deras far dött. 
När Oden yvs över sin fosterson påstår Frigg att han är snål med maten. Oden reser förklädd för att undersöka saken men Geirröd blir lurad av Friggs utsända att tro att en trollkarl kommit för att förgöra honom. Så när Oden, som kallar sig Grimne, kommer till Geirröds gård blir han fängslad och bunden över en eld. Där framsäger han kvädet efter det att Geirröds son Agnar gett honom vatten att dricka. När kvädet är slut förstår Geirröd att det är Oden han har fängslat och reser sig för att befria honom. Han faller dock på sitt eget svärd och dör.